# Dansbandskampen
Dansbandskampen var ett underhållningsprogram i SVT, skapat av Peter Settman och produktionsbolaget Baluba.

## Historik
Under det två första säsongerna leddes det av Peter Settman, som ersatts av Christine Meltzer till den tredje säsongen. Programmet sändes i Sveriges Television och den första säsongen sändes under perioden oktober-december 2008. Inspelningen ägde rum de två första säsongenra i Svenska Hem Arena på Tosterön. Den tredje säsongen spelades in i Nya parken i Norrköping.
Den 4 maj 2011 meddelade SVT att programmet läggs på is.
Tävlingen satte dansbandskulturen i medialjuset igen, efter att den under stora delar av 2000-talets första decennium spelat en mer undanskymd roll jämfört med medvinden under 1990-talet. Försök med att bygga vidare konceptet utanför Sverige har också diskuterats, med disco-folkmusikversion i Polen och countryversion i USA.[uppföljning saknas]

## Upplägg
Varje deltävling var 2008 uppdelad i två moment, i det första spelas en valfri låt som vanligtvis inte förknippas med dansband. Därefter följde det andra momentet, Dansbandsklassikern, där en känd dansbandslåt skulle spelas, vilken bestäms dock genom lottning. I finalen fick de som gick vidare även spela en, nyskriven, egenproducerad låt och då bara två band är kvar får båda spela varsin version av en viss förbestämd låt.
Kommentatorer gav omdömen om bandens framträdanden, men tittarna bestämde utgången genom att ringa in och rösta.

## Kritik för ersättning
I november 2009 kritiserades Sveriges Television av Musikerförbundet för att inte betala deltagarna kollektivavtalsnivå eftersom deltagarnas ersättning endast uppgick till 1500 kr per band och kväll.

## Säsonger

### Säsong 1
- 2008, segern till Larz-Kristerz före Scotts

### Säsong 2
- 2009, segern till The Playtones före Titanix

### Säsong 3
- 2010, segern till Elisas före Willez.

### Fotnoter
1. ↑  ”Christine Meltzer tar över "Dansbandskampen"”. Expressen. 1 juli 2010. https://www.expressen.se/noje/tv/christine-meltzer-tar-over-dansbandskampen/.
2. ↑  ”Dansbandskampen läggs på is”. Svenska Dagbladet. 4 maj 2011. Arkiverad från originalet den 7 maj 2011. https://web.archive.org/web/20110507004323/http://www.svd.se/kultur/dansbandskampen-laggs-pa-is_6137689.svd. Läst 4 maj 2011.
3. ↑  Aftonbladet 10 februari 2009 -Nu vill USA ha Settmans succé
4. ↑  Berit Nygren. "Musikerfack hotar stämma SVT för tävlingen Dansbandskampen", Mitt i musiken, Sveriges Radio, 5 november 2009. Läst den 13 juni 2012.